# Uhrî, Horodok
Uhrî (în ucraineană Угри) este localitatea de reședință a comunei Uhrî din raionul Horodok, regiunea Liov, Ucraina.

## Demografie
Componența lingvistică a localității Uhrî
     Ucraineană (99,91%)
     Alte limbi (0,09%)
Conform recensământului din 2001, majoritatea populației localității Uhrî era vorbitoare de ucraineană (99,91%), existând în minoritate și vorbitori de alte limbi.